# Pasar I Natal
Pasar I Natal is een bestuurslaag in het regentschap Mandailing Natal van de provincie Noord-Sumatra, Indonesië. Pasar I Natal telt 905 inwoners (volkstelling 2010).